# Victor Josef Karl Engelhardt
Victor Josef Karl Engelhardt (* 26. Oktober 1866 in Wien; † 9. März 1944 in Berlin) war ein österreichisch-deutscher Chemiker (technische Elektrochemie).

## Leben und Wirken
Engelhardt war der Sohn eines Kaufmanns aus Triest, besuchte dort die Oberrealschule und arbeitete daneben an der Biologischen Station in Triest. Er studierte Naturwissenschaften (Anatomie, Botanik, Zoologie) mit späterem Schwerpunkt Chemie an der TH Wien mit dem Abschluss als Diplomingenieur 1889. Danach ging er zu Siemens  & Halske in Wien und ab 1905 in Berlin (Siemensstadt). Er blieb bis zur Pensionierung 1932 bei Siemens, war ab 1907 Leiter der Gesellschaft für Elektrostahlanlagen mbH und war außerdem 1910 bis 1920 Dozent an der TH Breslau und ab 1920 Honorarprofessor an der TH Berlin-Charlottenburg.
Bei Siemens entwickelte er die industrielle Gewinnung von Gold mit Kaliumcyanid und elektrochemischer Fällung und später um 1900 erste industrielle Anlagen zur Produktion von Carbiden,  Silicium und Silicium-Kupfer. Er veröffentlichte und arbeitete über Methoden zur Darstellung und Reinigung von Buntmetallen (Blei, Kupfer, Antimon, Zink), Chloralkali-Elektrolyse, Elektrolyse von Wasser, Bleichungsverfahren mit Elektrolyse und über Öfen für Elektrostahl. 
1926 wurde er Ehrendoktor der TH Berlin und der TH Wien. Er war Mitglied der Wiener Burschenschaft Arminia.

## Schriften
- Herausgeber: Handbuch der Technischen Elektrochemie, 3 Bände, 1931–1935